# Matthias Fritsch (Künstler)
Matthias Fritsch (* 1976 in Greifswald) ist ein deutscher Filmkünstler, der in Berlin lebt und arbeitet. 

## Leben
An der Staatlichen Hochschule für Gestaltung Karlsruhe studierte Matthias Fritsch das Fach Medienkunst. Am Bard College in New York studierte er die Fächer Film, Bildende Kunst und Curatorial Studies. Unter dem Namen Subrealic veröffentlicht Matthias Fritsch seit 2000 eigene Filme im Internet. Gemeinsam mit Marco Brosolo und Federico Bassetti gründete Fritsch 2009 Moving Silence, eine Plattform für zeitgenössische Stummfilme. Seit 2010 ist er künstlerischer Leiter des Moving Silence Festival in Griechenland. Seine Filme werden in Kunstausstellungen gezeigt, unter anderem im Museum Ludwig, im ZKM Karlsruhe und im Shanghai Science and Technology Museum.

## Kontroverse
Seit 2009 besteht ein Konflikt zwischen Matthias Fritsch und dem Mann, den Fritsch 2000 filmte, der dann als Meme Techno Viking bekannt wurde. Fritsch nahm auf der Fuckparade 2000 eine Straßenszene in Berlin-Mitte auf. Das Video veröffentlichte er unter dem Titel Kneecam No. 1. Das Video wurde millionenfach angeschaut und zahlreich geremixed. Grund für den Konflikt ist, dass in dem Video ein tanzender Mann prominent im Vordergrund zu sehen ist, den Fritsch ohne dessen Einverständnis gefilmt hatte. Der Mann, der als Techno Viking bekannt wurde, wollte jedoch anonym bleiben und verklagte den Filmkünstler in den Jahren 2009 und 2012. Laut Aussagen von Fritsch wurde er Weihnachten 2009 vom Anwalt des abgebildeten Tänzers aufgefordert, die weitere Verbreitung des Clips zu stoppen. Fritsch selbst betreibt das Technoviking Archiv, wo alle Reaktionen auf das Video dokumentiert und gesammelt werden.

## Filme
- 2000: Kneecam No. 1
- 2006: Odyssey
- 2010: We, Technoviking
- 2011: I’ll be watching you …
- 2015: The Story of Technoviking[10]